# Hallodapus rufescens
Hallodapus rufescens är en insektsart som först beskrevs av Hermann Burmeister 1835.  Hallodapus rufescens ingår i släktet Hallodapus, och familjen ängsskinnbaggar. Arten är reproducerande i Sverige.